# Fernmeldeturm Moers
Der Fernmeldeturm Moers steht im Stadtteil Meerbeck in der nordrhein-westfälischen Stadt Moers (Kreis Wesel). Der Typenturm FMT 13, der allerdings eine fünf Meter längere Spitze aufweist, wurde 1989 von der Deutschen Bundespost an der Forststraße erbaut. Die untere Plattform ist 99,95 m, die obere Plattform 108,20 m hoch. Er hat eine Gesamthöhe von 163 m über Niveau (190,5 m ü. NN) und gehört heute zur Telekom-Tochter DFMG Deutsche Funkturm GmbH. Derzeit (August 2024) wird der Turm für die Ausstrahlung von digitalem Rundfunk (DAB+) ausgestattet.

## Frequenzen und Programme
| Programm   | Frequenz | ERP    |
| ---------- | -------- | ------ |
| Radio K.W. | 91,7 MHz | 0,1 kW |